# Soignolles
Soignolles település Franciaországban, Calvados megyében. Lakosainak száma 116 fő (2022. január 1.). Soignolles Bretteville-le-Rabet, Le Bû-sur-Rouvres, Cauvicourt, Estrées-la-Campagne, Maizières, Rouvres és Saint-Sylvain községekkel határos.

## Népesség
A település népessége az elmúlt években az alábbi módon változott:
| Lakosok száma | 89   | 74   | 81   | 74   | 125  | 123  | 123  | 128  | 124  | 116  |
|               | 1968 | 1982 | 1990 | 2006 | 2013 | 2015 | 2017 | 2019 | 2020 | 2022 |